# Херман Адолф (Липе)
Херман Адолф фон Липе-Детмолд (на немски: Hermann Adolf zur Lippe-Detmold; * 31 януари 1616 в Детмолд; * 10 октомври 1666 в Детмолд) от Дом Липе е от 1652 до 1665 г. граф на графството Липе-Детмолд.
Той е син на граф Симон VII фон Липе (1587 – 1627) и първата му съпруга графиня Анна Катарина фон Насау-Висбаден (1590 – 1622), дъщеря на граф Йохан Лудвиг I фон Насау-Висбаден-Идщайн (1567 – 1596) и Мария фон Насау-Диленбург (1568 – 1632). Баща му се жени втори път на 27 април 1623 г. за графиня Мария Магдалена фон Валдек-Вилдунген (1606 – 1671), дъщеря на граф Кристиан фон Валдек-Вилдунген.
Най-големият му брат е Симон Лудвиг (1610 – 1636). Полубрат е на Йобст Херман (1625 – 1678), основател на линията Липе-Бистерфелд.
През 1659 г. той разширява замък Хорн в Хорн, Липе. През 1663 – 1664 г. той участва в 4. Австро-турска война чрез изпращане на компания от 140 ландскнехти.

## Фамилия
Херман Адолф се жени през 1648 г. за графиня Ернестина фон Изенбург-Бюдинген-Бирщайн (* 9 февруари 1614 в Офенбах на Майн; † 5 декември 1665 в Детмолд), дъщеря на граф Волфганг Хайнрих фон Изенбург-Бюдинген-Бирщайн и графиня Мария Магдалена фон Насау-Висбаден. Те имат децата:
- Симон Хайнрих (1649 – 1697), граф на Липе-Детмолд, женен на 27 септември 1666 г. в Клеве за Амалия, бургграфиня фон Дона
- Анна Мария (1651 – 1690), абатиса на Капел
- София Ернестина (1652 – 1702), духовничка
- Йохана Елизабет (1653 – 1690), омъжена на 25 май 1677 г. в Детмолд за граф и бургграф Кристоф Фридрих фон Дона-Лаук (1652 – 1734)

Херман Адолф се жени втори път на 27 февруари 1666 г. за графиня Амалия фон Липе-Браке (* 20 септември 1629 в Браке; † 19 август 1676 в дворец Хорн), дъщеря на граф Ото фон Липе-Браке и графиня Маргарета фон Насау-Диленбург. Те нямат деца.